# 百条委員会
百条委員会（ひゃくじょういいんかい）とは、都道府県および市町村の事務に関する調査権を規定した地方自治法第100条に基づき、地方議会が議決により設置する特別委員会の一つで、特別委員会の設置根拠は地方自治法110条である。
地方自治法第100条第1項には「普通地方公共団体の議会は、当該普通地方公共団体の事務に関する調査を行い、選挙人その他の関係人の出頭及び証言並びに記録の提出を請求することができる」（一部抜粋）との条項があり、この権限は議会の百条調査権とも呼ばれる。
百条調査権の発動に際しては、証言・若しくは資料提出拒否に対し拘禁刑を含む罰則（同条第3項）が定められており、国会の国政調査権（日本国憲法第62条）に相当するものである。議会の議決にあたっての補助的権限、執行機関に対する監視機能、世論を喚起する作用等を有している。

## 調査の対象
次の事務を除く当該普通地方公共団体の事務である。
自治事務
- 労働委員会・収用委員会の権限に属する事務（その組織に関する事務及び庶務を除く）

法定受託事務
- 国の安全を害するおそれがある事項に関する事務（当該国の安全を害するおそれがある部分に限る）
- 個人の秘密を害することとなる事項に関する事務（当該個人の秘密を害することとなる部分に限る）

## 調査主体
調査権の行使の主体は、議会である。議会が調査権を行使するには、議決が必要である。
したがって、議会の委員会は本来この調査権の行使を認められてはいないが、議会が特定の事件を指定したうえで常任委員会又は特別委員会に対して調査を委任したときに限り、当該委員会は調査権を行使することができる。この委任を受けた委員会のことを、百条委員会と呼ぶ。
なお、委員会に一般的包括的に権限を委任することはできない。

## 罰則
国会の国政調査権と同様、罰則を設けることで調査権の実効性を担保している。
- 出頭又は記録の提出の請求を受けた選挙人その他の関係人が、正当の理由がないのに、議会に出頭せず若しくは記録を提出しないとき又は証言を拒んだときは、6箇月以下の拘禁刑又は10万円以下の罰金に処せられる（地方自治法第100条第3項）。
- 宣誓した関係人が虚偽の陳述をしたときは、3箇月以上5年以下の拘禁刑に処せられる（同法第100条第7項）。

また、この罰則に関して同法第100条第9項では「議会は、選挙人その他の関係人が、第3項又は第7項の罪を犯したものと認めるときは、告発しなければならない。但し、虚偽の陳述をした選挙人その他の関係人が、議会の調査が終了した旨の議決がある前に自白したときは、告発しないことができる」としており、原則として議会に対して告発を義務づけている。

## 調査の様態
- 政治資金規正法調査
- 政治調査
- 事務調査